# Contea di Mount Magnet
La contea di Mount Magnet è una delle diciassette Local Government Areas che si trovano nella regione di Mid West, in Australia Occidentale. Essa si estende su di una superficie di circa 13.877 chilometri quadrati ed ha una popolazione di 550 abitanti.